# (29508) Bottinelli
(29508) Bottinelli est un astéroïde de la ceinture principale.

## Description
(29508) Bottinelli est un astéroïde de la ceinture principale. Il fut découvert le 7 décembre 1997 à Caussols par le relevé ODAS. Il présente une orbite caractérisée par un demi-grand axe de 3,13 UA, une excentricité de 0,18 et une inclinaison de 2,3° par rapport à l'écliptique.
Il est nommé en hommage à l'astronome française Lucette Bottinelli.